# Гайнц Фанслау
Гайнц Карл Фанслау (нім. Heinz Karl Fanslau; 6 червня 1909 — 10 березня 1987) — німецький офіцер, один з керівників Головного адміністративно-господарського управління СС (ВФХА), бригадефюрер СС і генерал-майор військ СС.

## Біографія
Член НСДАП (квиток № 581 867). 1 липня 1931 року вступив в СС (посвідчення № 13 200). З 1 жовтня 1932 року займався адміністративними питаннями в 12-му абшніті СС. З 9 листопада 1933 року — начальник адміністративного відділу 12-го абшніта. З 8 січня 1934 року — в штабі рейхсфюрера СС, з 28 березня 1934 року — в оберабшніті СС «Північ», з 15 липня 1934 року — в оберабшніті СС «Центр». З 1 вересня 1934 року — начальник адміністративного управління оберабшніту СС «Центр», з 15 квітня 1936 року — оберабшніту СС «Ельба». 1 січня 1938 року призначений начальником штабу Освальда Поля. З 1 травня 1938 року — начальник адміністративної інспекції частин посилення СС. З 1 листопада 1939 року — начальник адміністративного відділу штабу дивізії посилення СС. У жовтні 1941 року переведений у ВФХА. З 15 січня 1942 року — начальник управління V (кадри) управлінської групи А (адміністративно-господарська служба). З 16 вересня 1943 року — виконувач обов'язків начальника управлінської групи А, з 16 грудня 1944 року — начальник. Найближчий помічник Поля. Після закінчення війни заарештований. На Нюрнберзькому процесі у справі ВФХА 3 листопада 1947 року засуджений до 25 років тюремного ув'язнення. 11 серпня 1948 року термін знижений до 20, в 1951 році — до 15 років. У 1955 році звільнений.

## Звання
- Анвертер СС (1 липня 1931)
- Манн СС (15 жовтня 1931)
- Труппфюрер СС (1 березня 1932)
- Штурмфюрер СС (9 листопада 1933)
- Оберштурмфюрер СС (28 березня 1934)
- Гауптштурмфюрер СС (6 серпня 1934)
- Штурмбаннфюрер СС (9 листопада 1934)
- Оберштурмбаннфюрер СС (15 вересня 1935)
- Штандартенфюрер СС (9 листопада 1936)
- Штандартенфюрер військ СС (15 січня 1942)
- Оберфюрер військ СС (29 липня 1943)
- Бригадефюрер СС і генерал-майор військ СС (9 листопада 1944)

## Нагороди
- Знак учасника зльоту СА в Брауншвейзі 1931
- Йольський свічник (16 грудня 1935)
- Кільце «Мертва голова»
- Німецький кінний знак в бронзі (12 червня 1937)
- Почесна шпага рейхсфюрера СС (20 грудня 1937)
- Почесний кут старих бійців
- Медаль «У пам'ять 13 березня 1938 року»
- Медаль «У пам'ять 1 жовтня 1938» із застібкою «Празький град»
- Медаль «За вислугу років у НСДАП» в бронзі (10 років)
- Медаль «За вислугу років у СС» 4-го і 3-го ступеня (8 років)
- Хрест Воєнних заслуг
  - 2-го класу з мечами (15 липня 1940)
  - 1-го класу з мечами (1941)
- Залізний хрест 2-го класу (1942)